# فنسنت سالاس
فنسنت سالاس (بالإسبانية: Vincent Salas)‏ هو لاعب كرة قدم تشيلي في مركز الدفاع، ولد في 2 أبريل 1989 في سانتياغو في تشيلي. لعب مع نادي كونسيبسيون ‏.

## وصلات خارجية
- فنسنت سالاس على موقع قاعدة بيانات كرة القدم.إي يو (الإنجليزية)
- فنسنت سالاس على موقع Soccerway.com (الإنجليزية)